# Schillingbrücke
Die Schillingbrücke in Berlin überspannt die Spree und bildet eine wichtige Verbindung zwischen den Ortsteilen Friedrichshain im Norden sowie Kreuzberg und Mitte im Süden. Die Ziegelgewölbebrücke liegt zwischen der Oberbaumbrücke im Osten und der Michaelbrücke im Westen, verlängert die Andreasstraße über die Spree und verbindet die Holzmarktstraße und die Köpenicker Straße, die jeweils parallel zur Spree verlaufen. Seit 1990 steht die Brücke unter Denkmalschutz.

## Geschichte
Der Maurermeister und Stadtdeputierte Johann Friedrich Schilling (1785–1859) gründete 1839 eine private Brückenbau-Aktiengesellschaft (AG), um an der heutigen Stelle eine Klappbrücke aus Holz bauen und finanzieren zu können. Nach Fertigstellung nannte man das Bauwerk Schillingbrücke nach dem Initiator und Vorstand dieser AG. Die Brücke wurde privat unterhalten und konnte gegen einen Brückenzoll genutzt werden. Die Brücke wurde 1848 unter Abfindung der Aktionäre verstaatlicht. Die Stadt Berlin übernahm 1862 die Brücke und schaffte die Benutzungsgebühr ab. Vielfache Reparaturen verhinderten nicht, dass die Brücke schnell baufällig wurde.
Ein Neubau wurde beschlossen, der unter Leitung des Stadtbauinspektors Leopold Seeck zwischen 1870 und 1874 realisiert wurde. Trotz komplizierter Anforderungen, die aus dem Zufluss des Luisenstädtischen Kanals (1926 zugeschüttet) in Höhe der Brücke resultierten, konnte die neue Spreequerung mit einer Länge von 75 m und einer Breite von 15 m in der vorgesehenen Bauzeit fertiggestellt werden. Das Ziegelmauerwerk erhielt Verkleidungen aus schlesischem Sandstein und als Schmuck an den Pfeilern, Ansichtsflächen und Brückengeländern allegorische Reliefs aus der Werkstatt des Bildhauers Emil Hundrieser. Über jedem Pfeiler wurde eine Brückenleuchte installiert.

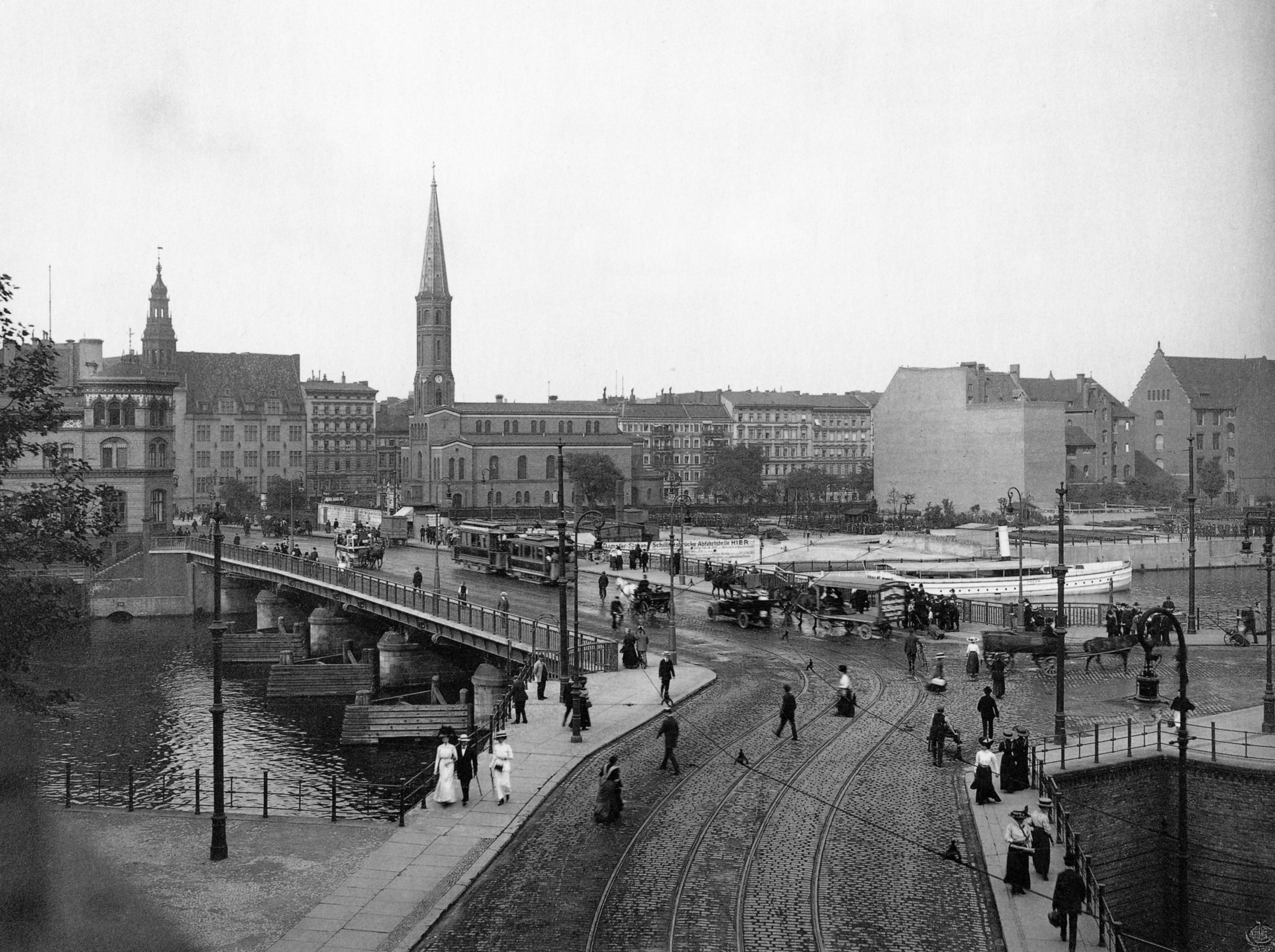
Schillingbrücke 1912 nach der Verbreiterung

Das gestiegene Verkehrsaufkommen zu Beginn des 20. Jahrhunderts machte eine Verbreiterung der Schillingbrücke erforderlich. Dazu fertigten die Architekten Lasker und Kolleck Umbaupläne, nach denen 1912 beiderseits 4,10 Meter breite Stahlkonsolen für die Aufnahme neuer Gehwege und der Versorgungsleitungen angebaut wurden. Die Kragarme auf vorgezogenen Strompfeilern verdecken seitdem die Reliefverzierungen. An die Stelle der steinernen Balustraden kam ein einfaches eisernes Stabgeländer.
Die alliierten Bombenangriffe und die Endkämpfe um Berlin im Zweiten Weltkrieg hatte die Schillingbrücke überstanden. Das südliche Spreeufer bildete ab 1945 die Grenze zwischen Ost- und West-Berlin, die Brücke selbst lag jedoch im Ostteil. Nach dem Mauerbau im Jahr 1961 diente sie nicht mehr dem öffentlichen Verkehr und war mit einer breiten Sperrzone gegen eventuelle Flüchtlinge gesichert.
Vor allem in den 1960er Jahren unternahmen einige Menschen in der Umgebung der Schillingbrücke Versuche, in den Westteil der Stadt zu fliehen. Die meisten kamen dabei zu Tode. So wurde der 25-jährige Werner Probst im Oktober 1961 in der Spree nahe der Schillingbrücke erschossen, die Leiche des bei einem Fluchtversuch in der Spree ertrunkenen 20-jährigen Philipp Held wurde im April 1962 an der Schillingbrücke geborgen.
Der Fall der Mauer ermöglichte 1990 die Wiedereröffnung der Schillingbrücke. Sie musste in den Jahren 1991–1994 grundinstandgesetzt werden, da sie Korrosionsschäden sowie Splittereinschläge und Risse aufwies, die teilweise noch aus dem Zweiten Weltkrieg herrührten. Die Steinreliefs wurden gesäubert und konserviert, bleiben aber weiterhin kaum sichtbar. Die bogenförmigen Straßenleuchten und das Geländer aus Schmiedeeisen und Stahlguss mit Schmuckelementen entstanden neu. Die Brückendecke erhielt Abdichtungen und eine neue Stahlbetonplatte. Das Bauunternehmen Ed. Züblin führte den größten Teil der Arbeiten durch.

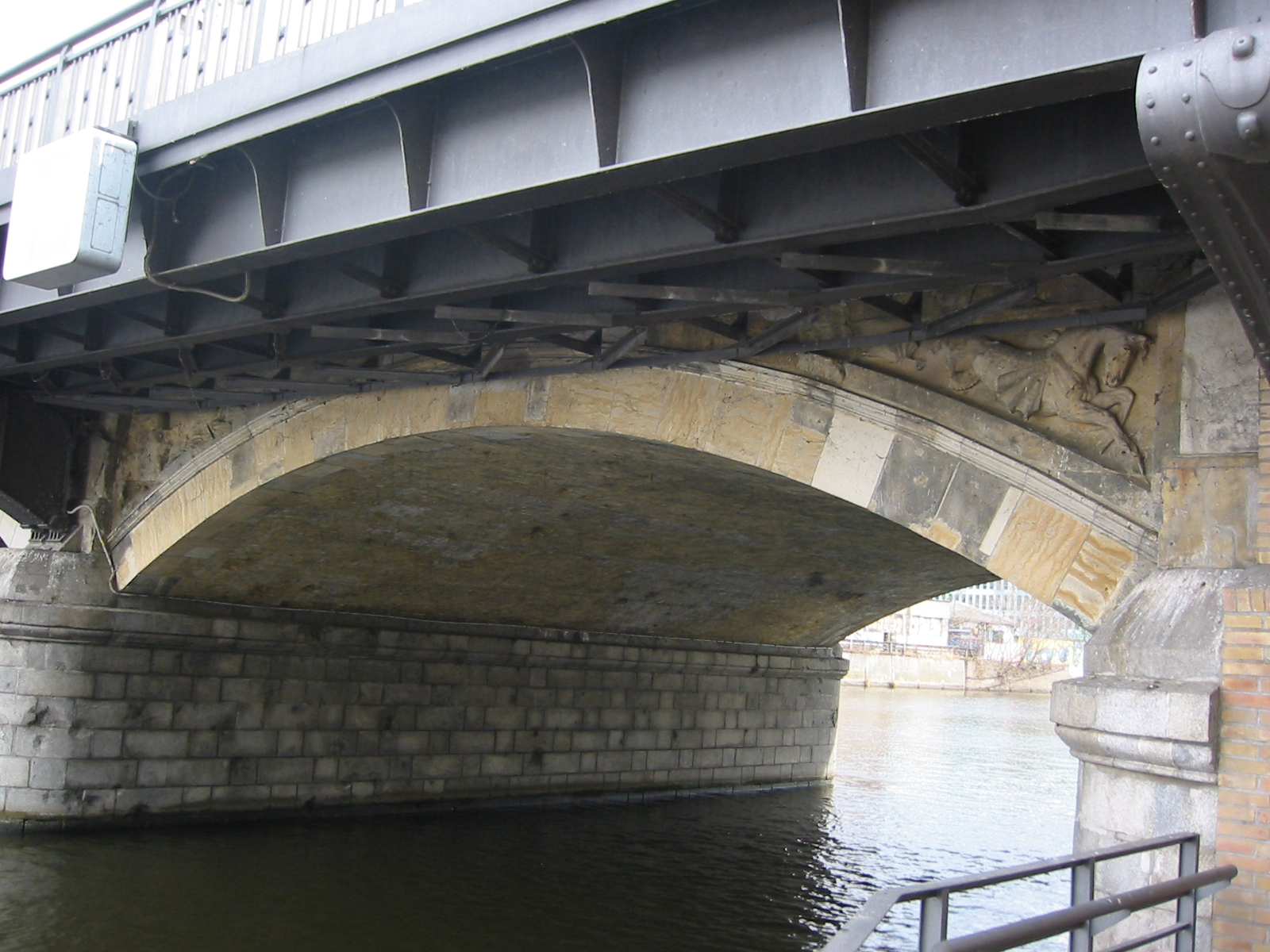
Teilansicht des originalen Sandsteinschmucks hinter der Stahlkonstruktion
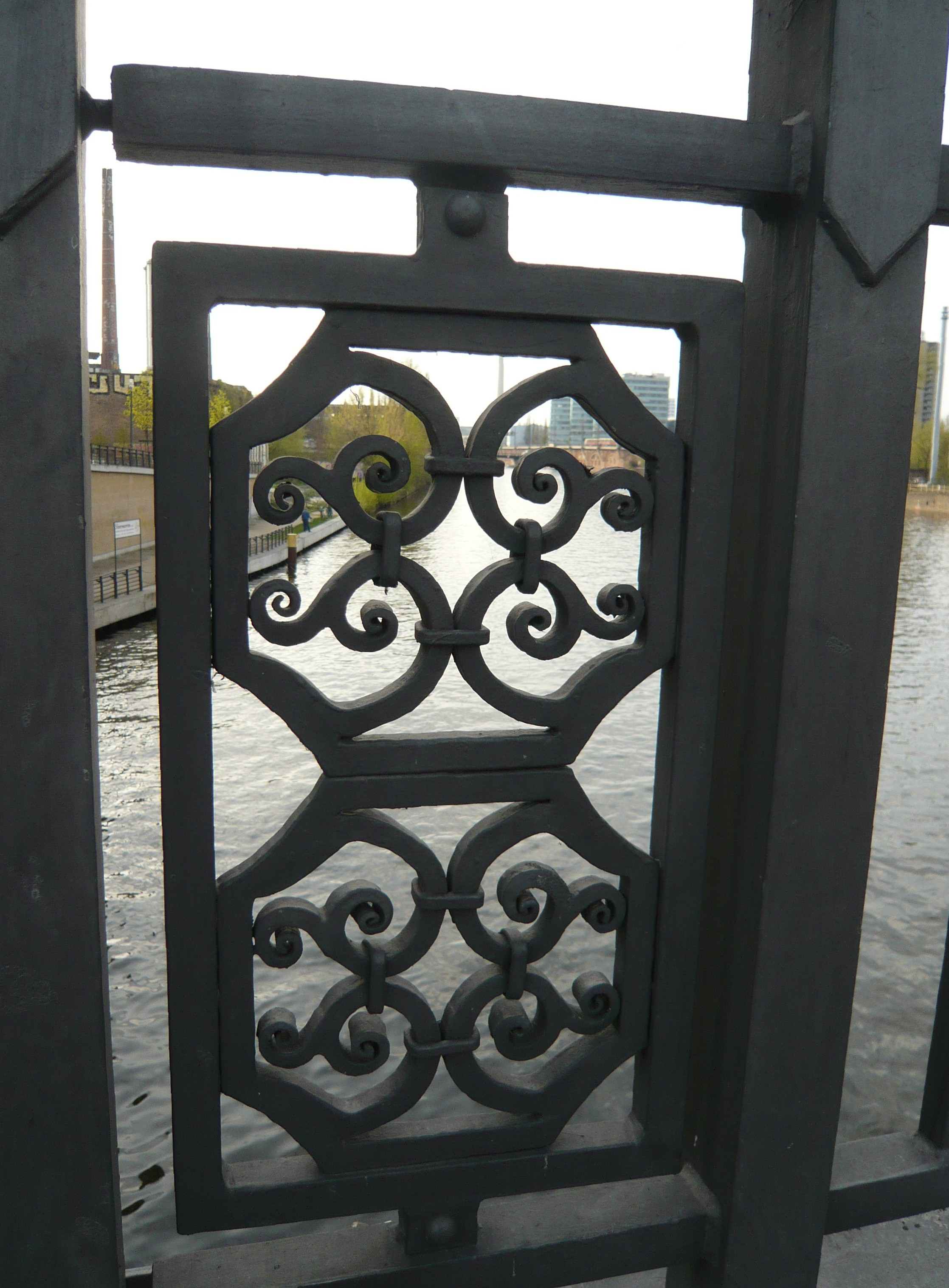
Rankenguss am Geländer

## Benachbartes
An der Schillingbrücke, mit der Hauptfront in der Bauflucht der Andreasstraße und mit der sichtbaren Seitenfront an der Spree, hatte die Stadt Berlin Ende des 19. Jahrhunderts eine Volksbadeanstalt für eine Gesamtbausumme von 497.000 Mark errichten lassen. Der Entwurf für das dreiteilige Gebäude stammte von Fridolin Zekeli (1846–1901), einem Mitarbeiter des Büros von Hermann Blankenstein sowie dem Architekten Schmidt und wurde am 12. Juni 1890 genehmigt. Im Jahr 1893 erfolgte die Einweihung.
Sie enthielt zahlreiche Umkleidemöglichkeiten, 49 Wannenbäder, 70 Zellen für Brausebäder (jeweils getrennt für Frauen und Männer) sowie einen Schwimmsaal mit 19,50 m Länge und 15,90 m Breite. Der Haupteingang zum Erdgeschoss befand sich in der Straße An der Schillingsbrücke. Die Badeanstalt wurde bereits im ersten Betriebsjahr von mehr als 325.000 Personen besucht und entwickelte sich rasch zu einer gern genutzten Einrichtung. Der Magistrat hatte bald vor allem wegen der rasch wachsenden Bevölkerungszahl in der Umgebung eine Erweiterung geplant und dazu weitere Flächen an der Holzmarktstraße von den Wasserbetrieben angekauft.
Zwischen der Schillingbrücke und der Oberbaumbrücke steht parallel zum nördlichen Spreeufer das längste erhaltene Stück der Hinterlandmauer, das im Frühjahr 1990 von Künstlern aus aller Welt mit großflächigen Motiven gestaltet wurde und seitdem East Side Gallery genannt wird. Auf der Freifläche zwischen dieser Mauer und dem Spreeufer fanden mehrfach mediale Aktionen statt. So gab es 2003 hier das 1. Sandskulpturen-Festival „Sandsation“ am Spreeufer hinter der East Side Gallery. Am nördlichen Ufer neben der Brücke befand sich der Szeneclub Maria am Ostbahnhof, direkt an der Brücke steht ein Ibis-Hotel und flussabwärts dahinter das Radialsystem V.

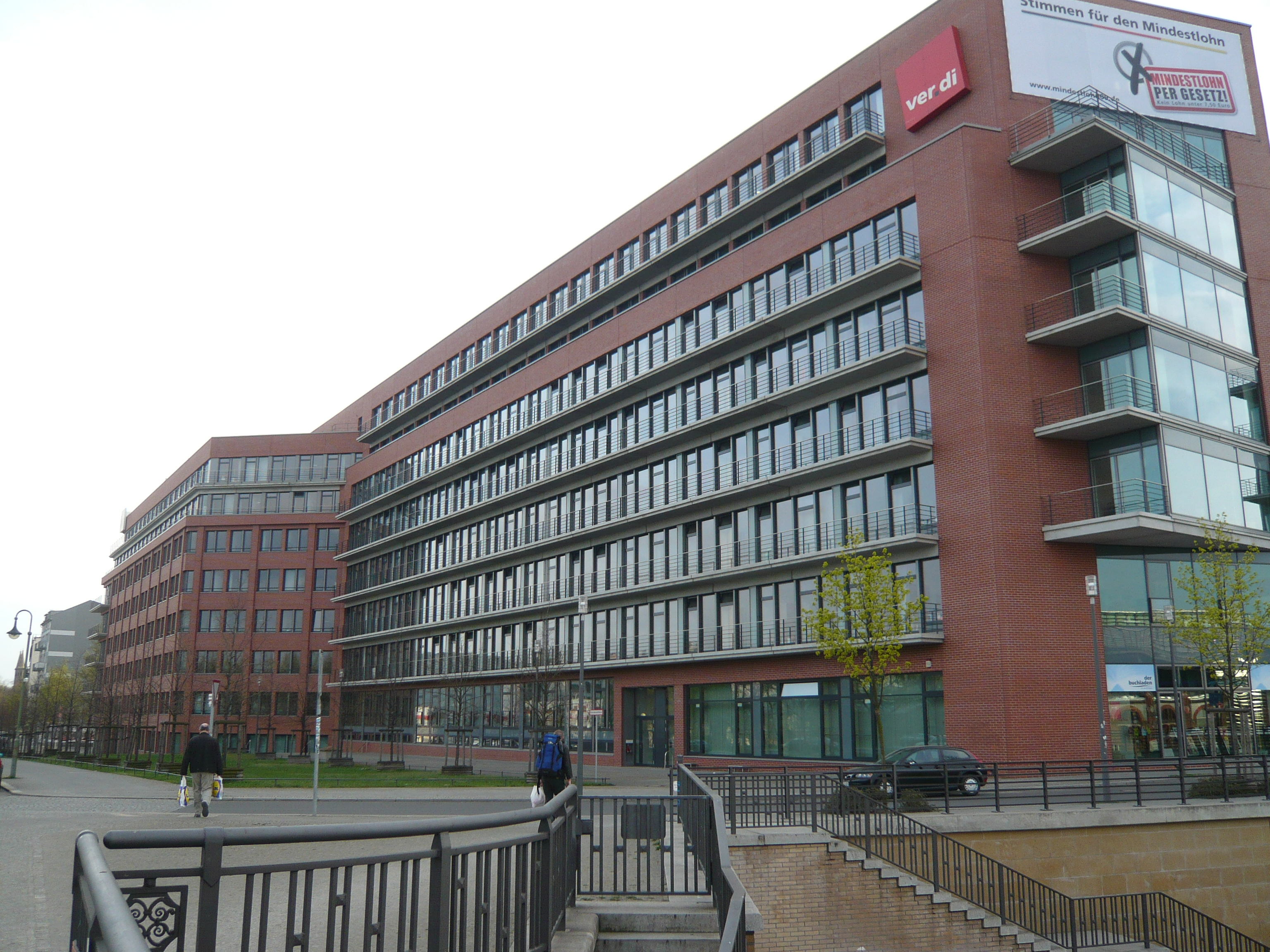
Gewerkschaftshaus an der Schillingbrücke

Das südliche Ufer wird von der 2002 erbauten Ver.di-Bundeszentrale dominiert. Die Brücke erfüllt eine wichtige Verkehrsfunktion für die Anbindung des Ostbahnhofs. Beiderseits der Schillingbrücke erstreckt sich das Investorenprojekt Mediaspree, mit dem eine großstädtische ufernahe Bebauung geplant war. Nach einem Bürgerentscheid („Mediaspree versenken“) im Herbst 2008 werden die Pläne durch alle Beteiligten unter Verantwortung des Bezirksamts Friedrichshain-Kreuzberg überarbeitet, sodass am Ende mehr freie Flächen bleiben sollen. Im März 2009 entstand ein neuer Bebauungsplan. Der Stralauer Platz befindet sich ebenfalls unweit der Schillingbrücke.

## Radverkehr

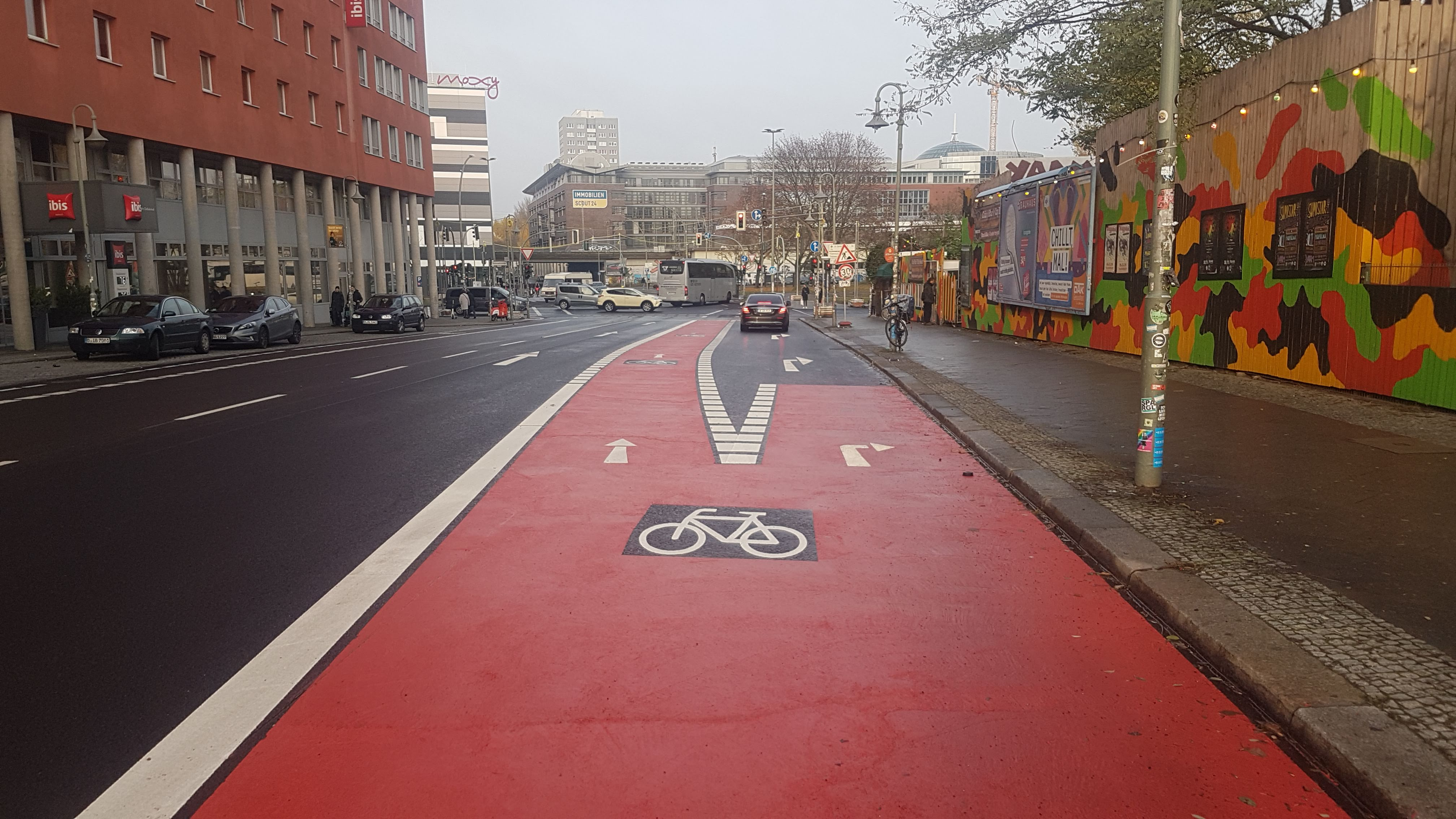
Fahrradweiche auf der Schillingbrücke

Auf der Brücke befinden sich beidseitig aufgemalte Radfahrstreifen. Im Oktober 2019 wurde auf der Nordseite für die Einfahrt auf die Holzmarktstraße ein Radfahrstreifen in Mittellage aufgemalt und einige Tage später mit roter Farbe ausgemalt. Radaktivisten kritisierten die Maßnahme, da Fahrradweichen grundsätzlich Unsicherheit erzeugen und insbesondere Menschen mit höherem Sicherheitsbedürfnis vom Radfahren abhalten würden. Gegen die Einrichtung der Fahrradweiche wurde ein Widerspruch eingelegt, da sie in mehreren Punkten gegen das Mobilitätsgesetz verstoßen würde.